# Alwar
Alwar är en stad i nordvästra Indien. Den är administrativ huvudort för distriktet Alwar i delstaten Rajasthan. Befolkningen uppgick till lite mer än 300 000 invånare vid folkräkningen 2011.